# نيو هارتفورد
نيو هارتفورد (بالإنجليزية: New Hartford)‏ هي مدينة في مقاطعة ليتشفيلد، كونيتيكت، الولايات المتحدة. بلغ عدد السكان 6,088 في تعداد عام 2000. وسط المدينة يعرف أيضا من قبل مكتب الإحصاء الأمريكي على أنه مكان تعدادي معين (CDP). المدينة أساسا هي منطقة ريفية تتكون من المزارع والمنازل والحدائق العامة. وتقع حديقة برودي سان داون للتزلج في نيو هارتفورد.

## أعلام
- فرانك ستيفن بالدوين
- جيمس كلارك
- روجر دبليو. جونز
- فيليب وادزورث
- أورلاندو ألين